# Sylvicola
Genre
Sylvicola est un genre d’insectes diptères de la famille des Anisopodidae.

## Espèces rencontrées en Europe
Selon Fauna Europaea (20 janv. 2014)
- Sylvicola baechlii Haenni, 1997
- Sylvicola cinctus (Fabricius, 1787)
- Sylvicola fenestralis (Scopoli, 1763)
- Sylvicola fuscatoides  Michelsen, 1999
- Sylvicola fuscatus (Fabricius, 1775)
- Sylvicola limpidus (Edwards, 1923)
- Sylvicola oceanus (Frey, 1949)
- Sylvicola punctatus (Fabricius, 1787)
- Sylvicola stackelbergi Krivosheina & Menzel, 1998
- Sylvicola zetterstedti (Edwards, 1923)